# Sylvie Retailleau
Pour les articles homonymes, voir Retailleau.
Sylvie Retailleau , née Sylvie Galdin  le 24 février 1965 à Nice (Alpes-Maritimes), est une physicienne et femme politique française.
Présidente de l'université Paris-Sud (devenue université Paris-Saclay) entre 2016 et 2022, elle a été du 20 mai 2022 au 21 septembre 2024 ministre de l'Enseignement supérieur et de la Recherche dans les gouvernements d'Élisabeth Borne puis de Gabriel Attal.

## Biographie

### Famille et formation
Sylvie Valérie Galdin naît le 24 février 1965 à Nice du mariage de Lucien Galdin, horloger-bijoutier, et de Micheline Filippi, secrétaire.
Après des études au lycée Carnot de Cannes, elle poursuit des études supérieures en électronique.  
Elle est titulaire d'une maîtrise EEA (électronique, électrotechnique et automatique) puis d'un diplôme d'études approfondies (DEA) de microélectronique à l'École normale supérieure de Cachan (promotion 1985).  
Elle passe l'agrégation de physique (option « physique appliquée ») en 1988. 
Elle obtient un doctorat en sciences à l'université Paris-Sud en 1992 après avoir soutenu sa thèse.
Le 28 avril 1990, elle a épousé Stéphane Retailleau, professeur agrégé, avec qui elle a deux filles. Il n'a pas de lien de parenté avec Bruno Retailleau, autre personnalité politique.

### Carrière professionnelle
Elle commence sa carrière en tant qu'enseignante-chercheuse au sein de l'Institut d'électronique fondamentale (IEF) de Paris-Sud/CNRS et porte ses activités sur l'étude théorique de la physique des composants semi-conducteurs pour l’électronique avancée. Elle étudie les dispositifs à hétérojonctions IV-IV en technologie bipolaire et à effet de champ. Ses préoccupations portent sur la modélisation des composants à effet de champ ultimes et des dispositifs de l'électronique moléculaire et quantique (structures à nanotubes de carbone, à nanocristaux de silicium)[réf. nécessaire].
À partir de 2001, elle est professeure à l'université Paris-Sud.
De 2007 à 2008, elle est vice-présidente du département de physique de la faculté des sciences d’Orsay, puis vice-doyenne de 2008 à 2011.
En 2016, elle est élue présidente de l'université Paris-Sud puis en janvier 2019, de l'université Paris-Saclay,.

### Ministre de l'Enseignement supérieur et de la Recherche
Le 20 mai 2022, elle est nommée ministre de l'Enseignement supérieur et de la Recherche dans le gouvernement Borne,,.
En décembre 2023, elle exprime son désaccord avec le vote de la loi sur l'immigration, menace de démissionner, mais recule après que le président Macron l'assure « que les mesures concernant les étudiants (…) seraient révisées si elles n’étaient pas censurées par le Conseil constitutionnel ».
Le 11 janvier 2024, elle est confirmée à son poste dans le gouvernement Attal, mais, selon Le Monde, doit son maintien à Agnès Pannier-Runacher, à qui le poste avait été proposé.

## Décorations
- Chevalier de la Légion d'honneur (décret du 29 mai 2013) au titre de « doyenne de la faculté des sciences de l'université Paris Sud ; 22 ans de services »[1].

- Officier de l'ordre national du Mérite (décret du 15 novembre 2018) au titre de « présidente de l'université Paris-Sud ; 26 ans de services »[16].

## Publications
- Antoine Petit, Sylvie Retailleau et Cédric Villani, « Groupe de travail 1. Financement de la recherche. » [PDF], 23 septembre 2019